# Fontana in memoria di Diana, principessa di Galles
La fontana in memoria di Diana, principessa di Galles (Diana, Princess of Wales Memorial Fountain in inglese) è una fontana costruita in memoria della principessa Diana, morta in un incidente d'auto nel 1997, e del suo amore per i bambini. Si trova in Hyde Park, uno dei Parchi Reali della città di Londra, a sud del Serpentine Lake e ad est della Serpentine Gallery. Fu ultimata nel settembre del 2003, ma inaugurata ufficialmente il 6 luglio 2004 dalla regina Elisabetta II, in presenza del principe Carlo e dei figli William ed Henry. Erano presenti anche il fratello minore di Diana, Charles Spencer, il principe Filippo e le sorelle di Diana, Lady Jane Fellowes e Lady Sarah McCorquodale.
La fontana è stata disegnata da Kathryn Gustafson ed è costata 3,6 milioni di sterline. Il memoriale è stato costruito contiene 545 pezzi di granito della Cornovaglia, assemblati a mano utilizzando abilità tradizionali. Il design mira a riflettere la vita di Diana, l'acqua scorre dal punto più alto in due direzioni: un ramo è più lineare e l'altro con più curve e piccole cascate.